# Bryophilopsis cometes
Bryophilopsis cometes är en fjärilsart som beskrevs av George Francis Hampson 1912. Bryophilopsis cometes ingår i släktet Bryophilopsis och familjen trågspinnare. Inga underarter finns listade i Catalogue of Life.